# سن خوآن د لا رامبلا
سن خوآن د لا رامبلا (به اسپانیایی: San Juan de la Rambla) یک دهستان در اسپانیا است که در جزایر قناری واقع شده‌است. سن خوآن د لا رامبلا ۲۰٫۶۷ کیلومتر مربع مساحت و ۵٬۱۱۰ نفر جمعیت دارد.